# Oratorio del Santissimo Crocifisso (Giuncarico)
L'oratorio del Santissimo Crocifisso è un edificio sacro situato a Giuncarico, nel comune di Gavorrano.

## Storia e descrizione
È stato ricostruito nel 1892, in sostituzione della precedente chiesa della confraternita di San Bernardino, risalente probabilmente al Cinquecento.
L'edificazione dell'attuale chiesetta scaturì dalla necessità di custodire decorosamente un crocifisso ligneo ritenuto miracoloso, ritrovato tra il fieno di una stalla vicina.
L'oratorio divenne un frequentato santuario; il venerato Crocifisso è stato recentemente rubato insieme ad altri arredi.